# Дмитриево (Усть-Кубинский район)
Дмитриево — деревня в Усть-Кубинском районе Вологодской области.
Расположена на правом берегу реки Кубена.
Входит в состав Высоковского сельского поселения (с 1 января 2006 года по 9 апреля 2009 года входила в Филисовское сельское поселение), с точки зрения административно-территориального деления — в Филисовский сельсовет.
Расстояние до районного центра Устья по автодороге — 34 км, до центра муниципального образования Высокого по прямой — 20 км. Ближайшие населённые пункты — Павловское, Ельцино, Старое.
По данным переписи в 2002 году постоянного населения не было.